# Наше Слово (журнал, Лондон)
Наше Слово (англ. Our Word) — незалежний демократичний часопис  однойменного видавництва, що виходив у Лондоні (1952–1958), і пізніше як збірник у Мюнхені-Лондоні (1970–1980). Видавництво «Наше Слово» видало багато книжок на політичні теми.

## Збірник «Наше Слово»
- «Наше Слово». — збірник ч. 1 Мюнхен-Лондон, 1970.
- «Наше Слово». — збірник ч. 2 Мюнхен-Лондон, 1971.
- «Наше Слово». — збірник ч. 3: Ісакові Мазепі на вічну пам'ять Мюнхен-Лондон, 1973.
- «Наше Слово». — збірник ч. 4 Мюнхен-Лондон, 1975.
- «Наше Слово». — збірник ч. 5 Мюнхен-Лондон, 1977.
- «Наше Слово». — збірник ч. 7 Мюнхен-Лондон, 1980.

## Книги видавництва «Наше Слово»
- Білинський Я. Демократія давня і новочасна / Лондон: «Наше Слово», 1953
- Тирса В. Несмертельна слава — Повість з історії України і війська Запорізького / Лондон: «Наше Слово», 1954
- Феденко П. Ісаак Мазепа — Борець за волю України / Лондон: «Наше Слово», 1954. — 228 с.
- Феденко П.. Головний Отаман. Із культурної та політичної діяльности Симона Петлюри / Мюнхен-Лондон: «Наше Слово», 1956. — 42 с
- Феденко П.. Український рух у ХХ столітті / Лондон: «Наше Слово», 1959 р., 267 с.
- Феденко П.. Куди йде українська редакція Радіо Свобода? / Лондон: «Наше Слово», 1962
- Чернецький А. Спомини з мого життя / Лондон: «Наше Слово», 1964. — 144 с.
- Феденко П. Соціалізм давній і новочасний / Лондон-Париж-Мюнхен: «Наше Слово», 1968
- Феденко П. Влада Павла Скоропадського (пятьдесяті роковини перевороту в Україні) / Лондон-Мюнхен: «Наше Слово», 1968

| Прапор Великої Британії | Це незавершена стаття про Велику Британію. Ви можете допомогти проєкту, виправивши або дописавши її. |